# Usma
Usma (ryska: Усма) är en ort i Lettland.   Den ligger i kommunen Ventspils novads, i den västra delen av landet, 120 km väster om huvudstaden Riga. Usma ligger 29 meter över havet och antalet invånare är 296.
Terrängen runt Usma är platt. Runt Usma är det mycket glesbefolkat, med 7 invånare per kvadratkilometer. Det finns inga andra samhällen i närheten. I omgivningarna runt Usma växer i huvudsak blandskog.